# مارتنزویل
مارتنزویل (به انگلیسی: Martensville) یک شهر در کانادا است که در ساسکاچوان واقع شده‌است. مارتنزویل ۶٫۷۹ کیلومتر مربع مساحت و ۹٬۶۴۵ نفر جمعیت دارد.